# Vredesverdrag tussen Libanon en Israël
Op 17 mei 1983 werd een vredesverdrag tussen Libanon en Israël gesloten. Het verdrag bepaalde een einde aan de staat van oorlog tussen Libanon en Israël, een terugkeer naar de internationaal erkende landsgrenzen en het voorzichtige herstel van de diplomatieke betrekkingen. 
Het verdrag was het gevolg van 35 onderhandelingsronden die begonnen op 28 december 1982 en werden gesponsord door de Verenigde Staten van Amerika. Het verdrag is in twee ceremonies ondertekend: de eerste ondertekening van de Arabische en Franse versie vond in de Libanese grensstad Khalde; de ondertekening van de Hebreeuwse en Engelse versie gebeurde in de Israëlische grensstad  Kiryat Shmona.
Op 5 maart 1984 heeft Libanon dit verdrag eenzijdig ontbonden, onder meer onder druk van Syrië en door het directe toedoen van verscheidende facties in Libanon. 17 mei 1983 is een gevoelige datum geworden in de geschiedenis van Libanon. Referenties naar deze datum insinueren vaak landverraad. De toenmalige president Amin Gemayel heeft het verdrag altijd verdedigd met verwijzing naar de vrijwel unanieme instemming van het Libanese parlement met het vredesakkoord.
Israël noemde het niet meer naleven van het verdrag door Libanon een "doodsvonnis voor de onafhankelijkheid en soevereiniteit van Libanon", een duidelijke verwijzing naar de vermoede Syrische invloed op de ontbinding van het verdrag.